# Fabbriche di Vergemoli
Fabbriche di Vergemoli est une commune italienne de 716 habitants (au 31 décembre 2022) située dans la province de Lucques, dans la région de la Toscane, dans le centre de l'Italie. Elle comprend Fabbriche di Vallico et Vergemoli.
L'endroit a reçu une plus grande attention médiatique avec la campagne « Casa ad 1 Euro », dans laquelle on pouvait symboliquement acheter une maison pour un euro. Le but de la campagne était d'attirer de nouveaux habitants dans le village, qui souffrait d'un important déclin démographique.

## Géographie
L'endroit est situé à environ 18 km au nord-ouest de la capitale provinciale Lucques et à environ 71 km au nord-ouest de la capitale régionale Florence. La commune est située dans la campagne de la Garfagnana et juste à l'ouest, mais non adjacente, du cours supérieur de la rivière Serchio.

## Histoire
La commune a été créée le 1er janvier 2014 par la fusion des communes auparavant indépendantes de Fabbriche di Vallico et Vergemoli. Lors du référendum des 21 et 22 avril 2013, 88,97 % (taux de participation de 44,55 %) ont voté pour la fusion à Fabbriche di Vallico et 69,71 % (taux de participation de 55,53 %) à Vergemoli. La loi fusionnant les deux communes est la Legge Regionale n.43 du 30 juillet 2013. La mairie est située à Fabbriche di Vallico.

## Communes voisines
Borgo a Mozzano, Gallicano, Molazzana, Pescaglia et Stazzema.